# Santa Maria Maior (Funchal)

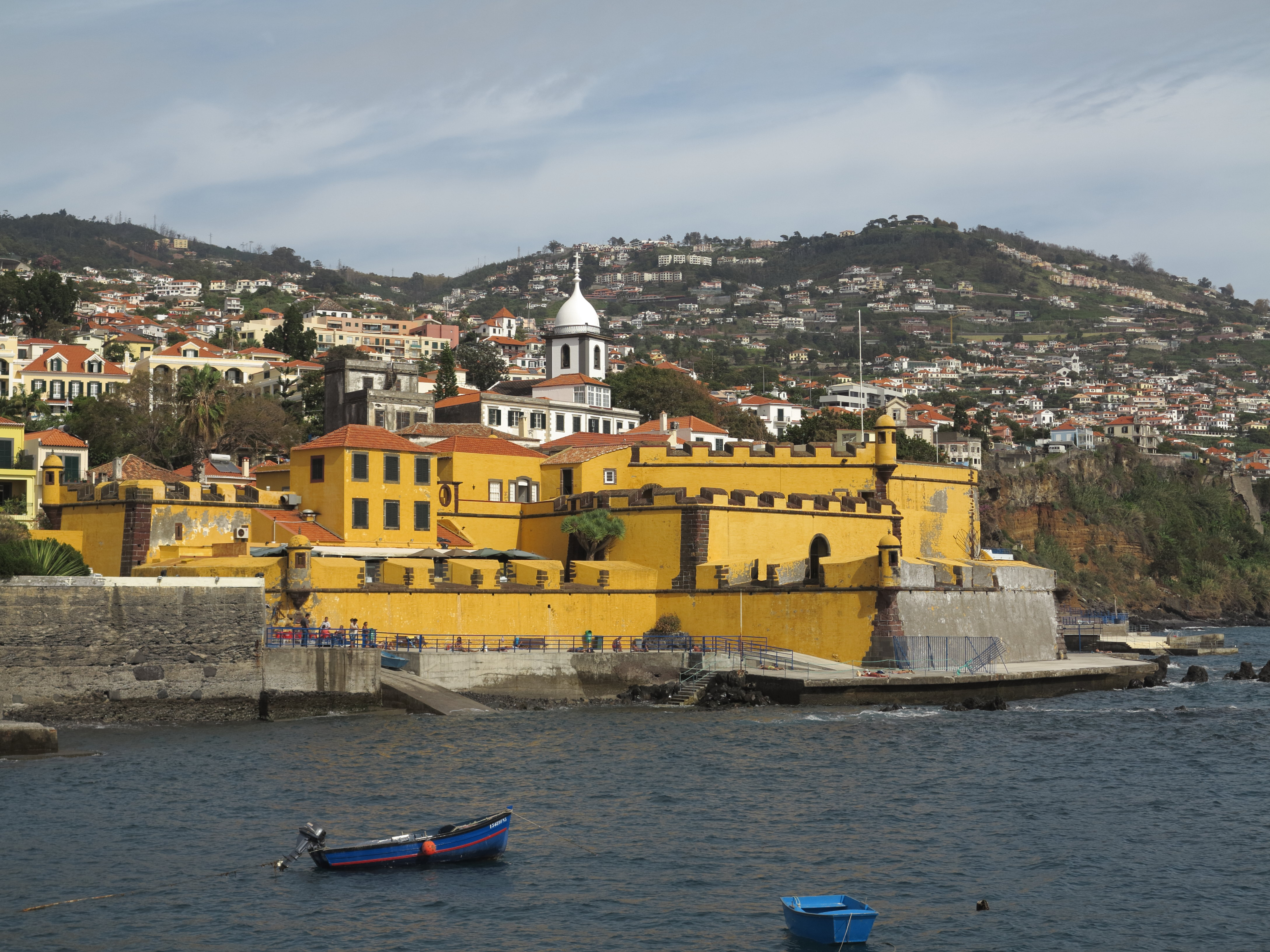
Blick auf Santa Maria Maior und das Fort

Santa Maria Maior ist eine portugiesische Gemeinde (Freguesia) im Kreis Funchal. In ihr leben 11.768 Einwohner (Stand 19. April 2021).
Hier befindet sich die historische Altstadt von Funchal (Cidade Velha) und die Befestigungsanlage Fortaleza de São Tiago, das interaktive regionalgeschichtliche Museum Madeira Story Centre sowie die bekannte Markthalle Mercado dos Lavradores. Die Luftseilbahn Funchal–Monte hat in der Gemeinde ihre Talstation. Auch der mittlerweile denkmalgeschützte Jüdische Friedhof von Funchal befindet sich hier etwas östlich der Altstadt. 
Santa Maria Maior liegt im Osten Funchals und grenzt an die Freguesias São Gonçalo im Osten, Monte im Norden sowie Santa Luzia und Sé im Westen. Im Nordosten grenzt es außerdem an den Kreis Santa Cruz, im Süden an den Atlantischen Ozean. Gemäß der Volkszählung von 2021 leben hier 11 768 Personen auf 4,88 km², was einer Bevölkerungsdichte von 2 411,5 entspricht. 
Die Freguesia Santa Maria Maior wurde offiziell am 18. November 1557 unter dem Namen Santa Maria do Calhau gegründet. 